# 阿魏酰酒石酸
阿魏酰酒石酸是一种存在于葡萄酒和葡萄中的羟基肉桂酸衍生物，它是阿魏酸和酒石酸形成的酯。
它是大鼠食用咖啡酸后产生的代谢产物，随后存在于血浆、肾脏和尿液中。